# Thiện Kế, Bình Xuyên
Thiện Kế là một xã thuộc huyện Bình Xuyên, tỉnh Vĩnh Phúc, Việt Nam.
Xã có diện tích 11,78 km², dân số năm 2007 là 6041 người, mật độ dân số đạt 513 người/km².